# Pteris erosa
Pteris erosa är en kantbräkenväxtart som beskrevs av John T. Mickel och Joseph M. Beitel.
Pteris erosa ingår i släktet Pteris och familjen Pteridaceae. Inga underarter finns listade i Catalogue of Life.